# Псамтик I
Псамтик I (или Псаметих I; умро 610. п. н. е.) је био египатски фараон (око 664 - 610. п. н. е.) и оснивач Двадесетшесте египатске династије (Саиске династије).

## Долазак на власт
Псамтик је био син Неха I, владара кога је асирски краљ Асархадон поставио за свог намесника у Доњем Египту након похода из 670. године п. н. е. Псамтик је био талац који је одведен у Ниниву. Неха је 664. године п. н. е. убио напатски владар Тантамани. Исте године се Псамтик враћа у Египат. Након Асурбанипаловог освајања Тебе, Псамтик је постављен на месту свога оца. Псамтик се изборио за независност египатске државе. Није познато како је то учинио. Последњи асирски гарнизони напуштају Египат 654. године п. н. е. Асирија није покретала нове походе против Египта и између две државе су постојали релативно пријатељски односи. Године 656. п. н. е. Псамтик је наметнуо своју власт и Горњем Египту који је до тада признавао власт Тантаманија. Псамтикова морнарица без отпора заузима Тебу. Тиме су Доњи и Горњи Египат поново уједињени.

## Владавина
Псамтик је водио неколико сукоба са либијским племенима на западу и са одметнутим принчевима у Делти Нила. Предузимао је неколико похода и на север Кушитског краљевства. Током владавине Асурбанипала, Псамтик склапа савез са лидијским краљем Гигом. Након Асурбанипалове смрти, Асирско краљевство нагло слаби те више није представљало претњу по египатску независност. Године 616. п. н. е. вавилонски краљ Набополасар покреће рат против Асирије. У наредним годинама је освојио све важне асирске градове укључујући и Ашур и Ниниву. Псамтик је ушао у савез са Асирцима против све моћнијег Вавилона. Током Псамтикове владавине развијају се грчко-египатски односи. Фараон је Грке користио као најамнике у својој војсци. У Египту је под владавином Псамтика изграђен Наукратис, грчка колонија у Египту. Због тога се Псамтик сматра једним од првих хеленофилских владара у историји. Псамтик је умро 610. године п. н. е. Наследио га је син Нехо II. 

## Откриће најстаријег језика
Према Херодотовој другој књизи, Псамтик је покушао установити који је најстарији језик на свету. Одредио је две новорођене бебе. Њеним стараоцима забранио је да говоре у њиховом присуству желећи да открије коју ће реч бебе прве изговорити. Једна од њих изговорила је реч βηκοs. Псамтик је дуго истраживао у ком језику постоји та реч. На крају је сазнао да та реч постоји у фригијском језику, а њено значење било је "хлеб". Стога је Псамтик сматрао фригијски језик најстаријим. 